# Шаньон, Наполеон
Наполеон Шаньон (англ. Napoleon Alphonseau Chagnon; 27 августа 1938, Порт-Остин, округ Хьюрон, Мичиган, США — 21 сентября 2019) — американский антрополог, профессор Университета Миссури в Колумбии. Известен своей длительной полевой работой с племенем яномамо. Его работа 1967 года Yanomamö: The Fierce People стала бестселлером. Сторонники называют его пионером антропологии, а журнал New York Times Magazine назвал «самым неоднозначным антропологом». Шаньон написал о своей жизни и отношениях (зачастую, сложных) с другими антропологами книгу Noble Savages: My Life Among Two Dangerous Tribes—the Yanomamö and the Anthropologists (название можно перевести как «Благородные дикари: Моя жизнь с двумя опасными племенами — яномамо и антропологами».

## Биография
Родился вторым из двенадцати детей в семье. В 1957 перешёл из колледжа, в котором учился, в Университет Мичигана и получил степень бакалавра в 1961 (M.A. в 1963, Ph.D. в 1966). В 1964 начал работать с яномамо; профессор антропологии Университета Миссури в Колумбии. В конце 80-х выступил сооснователем Общества человеческого поведения и эволюции (HBES).
В 2012 году был избран в Национальную академию наук США. Маршалл Салинс, крупный критик Шаньона, в знак протеста её покинул.

## Критика и неоднозначность репутации

### Darkness in El Dorado
В 2000 Patrick Tierney в своей книге Darkness in El Dorado обвинил Шаньона и его коллегу Джеймса Нила, в числе прочего, в инициировании эпидемии среди яномамо. Историки, эпидемиологи и антропологи изучали эти обвинения и, в большинстве своём, не нашли им подтверждения. Американская антропологическая ассоциация (AAA), критикуя многие аспекты работы Шаньона, выпустила отчёт, ответив на них. Большая часть расследовавших эти обвинения учёных сочла их впоследствии или ложными, или преувеличенными.

### Антропологическая критика
Работа Шаньона с яномамо (и работы Шаньона о яномамо) многократно критиковалась другими антропологами. Критике подвергались и методы исследований, и особенно выводы учёного, чье заключение об огромной роли насилия в культуре яномамо многие из них оспаривают (среди прочего, Шаньон сам распространял среди племени охотничьи ружья и топоры).

## Работы

### Книги
- Chagnon, Napoleon A (1968), Yanomamö: The Fierce People.
- Chagnon, Napoleon A (1974), Studying the Yanomamö, New York: Holt, Rinehart & Winston.
- Chagnon, Napoleon A (1992), Yanomamo – The Last Days of Eden.
- Chagnon, Napoleon A; Cronk, Lee; Irons, William (2002), Adaptation and Human Behavior: An Anthropological Perspective.
- Chagnon, Napoleon. Noble Savages: My Life Among Two Dangerous Tribes – The Yanomamö and the Anthropologists (англ.). — New York: Simon and Schuster, 2013. — ISBN 978-0684855110.

### Главы книг
- Chagnon, Napoleon A (1986), Yanomamö social organization and aggression, in FRIED, M (ed.), War; the Anthropology of Armed Conflict and Aggression, New York: Garden City
- Chagnon, Napoleon A (1995), Chronic Problems in Understanding Tribal Violence and Warfare, in Willey & Chichester (ed.), Genetics of Criminal and Antisocial Behavior, Ciba Foundation Symposium
- Chagnon, Napoleon A (1972), Tribal social organization and genetic microdifferentiation, in HARRISON, A; BOYCE, A (eds.), Structure of human populations, Oxford
- Chagnon, Napoleon A (1973), Daily life among the Yanomamo, in ROMNEY, AK; DEVORE, PL (eds.), You and others, Cambridge{{citation}}:  Википедия:Обслуживание CS1 (отсутствует издатель) (ссылка)
- Chagnon, Napoleon A (1973), Yanomamo social organization and warfare, in FRIED, M (ed.), Explorations in Anthropology, New York: Crowell
- Chagnon, Napoleon A (1973), The culture-ecology of shifting (pioneering) cultivation among the Yanomamo Indians, in GROSS, DR (ed.), International Congress of Anthropological and Ethnological Sciences, New York: Garden City
- Chagnon, Napoleon A (1977), Yanomamo – the fierce people, in GOULD, R (ed.), Man's many ways, New York: Harper & Row
- Chagnon, Napoleon A (1977), Yanomamo warfare, in COPPENHAVER, D (ed.), Anthropology full circle, New York: Prager
- Chagnon, Napoleon A (1979), Is Reproductive Success Equal in Egalitarian Societies?, in CHAGNON, N; IRONS, W (eds.), Evolutionary Biology and Human Social Behavior, North Scituate: Duxbury
- Chagnon, Napoleon A (1979), Mate Competition, Favoring Close kin, and Village Fissioning Among the Yanomamö Indians, in CHAGNON, N; IRONS, W (eds.), Evolutionary biology and human social behavior, North Scituate: Duxbury
- Chagnon, Napoleon A (1982), Anthropology and the Nature of Things, in WIEGELE, T (ed.), Biology and the Social Sciences, Boulder: Westview
- Chagnon, Napoleon A (1982), Sociodemographic Attributes of Nepotism in Tribal Populations: Man the Rule-Breaker, in GROUP, KSCS (ed.), Current problems in sociobiology, New York: Cambridge University Press
- Chagnon, Napoleon A; Ayers, M; Neel, JV; Weitkamp, L; Gershowitz, H (1975), The influence of cultural factors on the demography and pattern of gene flow from the Makiritare to the Yanomama indians, in HULSE, FS (ed.), Man and nature: studies in the evolution of the human species, New York: Random House
- Chagnon, Napoleon A; Bugos, PE (1979), Kin selection and conflict: an analysis of a Yanomamö ax fight, in CHAGNON, Napoleon A; IRONS, W (eds.), Evolutionary biology and human social behavior, North Scituate: Duxbury Press
- Chagnon, Napoleon A; Flinn, MV; Melancon, TF (1979), Sex-ratio variation among the Yanomamö Indians, in CHAGNON, Napoleon; IRONS, W (eds.), Evolutionary Biology and Human Social Behavior, North Scituate: Duxbury Press

### Статьи в журналах
- Chagnon, Napoleon A (1967a), Yanomamo – the fierce people, Natural History, vol. LXXVII, pp. 22–31
- Chagnon, Napoleon A (1967b), Yanomamö Social Organization and Warfare, Natural History, vol. LXXVI, pp. 44–48
- Chagnon, Napoleon A (1968a), The Culture-Ecology of Shifting (Pioneering) Cultivation Among The Yanomamö Indians, International Congress of Anthropological and Ethnological Sciences, vol. 3, pp. 249–55
- Chagnon, Napoleon A (1968b), The feast, Natural History, vol. LXXVII, pp. 34–41
- Chagnon, Napoleon A (1970), Ecological and Adaptive Aspects of California Shell Money, Annual Report of the UCLA Archaeological Survey, vol. 12, pp. 1–25
- Chagnon, Napoleon A (1973), The culture-ecology of shifting (pioneering) cultivation among the Yanomamo Indians, in GROSS, DR (ed.), International Congress of Anthropological and Ethnological Sciences, New York: Garden City
- Chagnon, Napoleon A (1975), Genealogy, Solidarity and Relatedness: Limits to Local Group Size and Patterns of Fissioning in an Expanding Population, Yearbook of Physical Anthropology, vol. 19, pp. 95–110
- Chagnon, Napoleon A (1976), Yanomamo, the true people, National Geographic Magazine, vol. 150, pp. 210–23
- Chagnon, Napoleon A (1980), Highland New Guinea models in the South American lowlands, Working Papers on South American Indians, vol. 2, pp. 111–30
- Chagnon, Napoleon A (1981), Doing fieldwork among the Yanomamo, Contemporary Anthropology, pp. 11–24
- Chagnon, Napoleon A (1988), Life Histories, Blood Revenge, and Warfare in a Tribal Population, Science, vol. 239, no. 4843, pp. 985–92, doi:10.1126/science.239.4843.985, PMID 17815700
- Chagnon, Napoleon A (1989), Yanomamö survival, Science, vol. 244, no. 4900, p. 11, doi:10.1126/science.244.4900.11, PMID 17818827
- Chagnon, Napoleon A (1990), On Yanomamö violence: reply to Albert, Current Anthropology, vol. 31, pp. 49–53, doi:10.1086/203802
- Chagnon, Napoleon A; Ayres, M; Neel, JV; Weitkamp, L; Gershowitz, H (1970), The influence of cultural factors on the demography and pattern of gene flow from the Makiritare to the Yanomama indians, American Journal of Physical Anthropology, vol. 32, no. 3, pp. 339–49, doi:10.1002/ajpa.1330320304, hdl:2027.42/37501, PMID 5419372
- Chagnon, Napoleon A; Hames, RB (1979), Protein Deficiency and Tribal Warfare in Amazonia: New Data, Science, vol. 203, no. 4383, pp. 910–13, doi:10.1126/science.570302, PMID 570302
- Chagnon, Napoleon A; Le Quesne, P; Cook, JM (1971), Yanomamö Hallucinogens: Anthropological, Botanical, and Chemical Findings, Current Anthropology, vol. 12, pp. 72–74, doi:10.1086/201170
- Chagnon, Napoleon A; Margolies, L; Gasparini, G; Hames, RB (1982–83), Parentesco, demografia, patrones de inversion de los padres y el uso social del espacio arquitectonico entre los Shamatari-Yanomamo del TF Amazonas: informe preliminar, Boletin Indigenista Venezolano (исп.), vol. 21, VZ, pp. 171–225 {{citation}}: Проверьте значение даты: |year= (справка)Википедия:Обслуживание CS1 (year) (ссылка)

## Фильмы
Шаньон помог подготовить не менее четырёх десятков фильмов о яномамо. Среди них The Feast (1969), The Ax Fight (1975) и Magical Death (1988). Эти фильмы, особенно The Ax Fight, считаются весьма информативными с точки зрения науки и используются в обучении антропологов.